# Phase de groupes de la Coupe UEFA 2007-2008
Cet article présente les résultats détaillés de la phase de groupes de la Coupe UEFA 2007-2008.

## Répartition des équipes
Quarante équipes sont parvenues au premier tour ; elles sont réparties en huit groupes de cinq et jouent deux matchs à domicile, deux à l'extérieur. Les trois meilleures équipes de chaque groupe, soit vingt-quatre équipes, se qualifient pour les seizièmes de finale où elles seront rejointes par les repêchés de la Phase de groupes de la Ligue des Champions de l'UEFA 2007-2008.
Pour la répartition des équipes dans les huit Groupes, l'UEFA s'est servie du coefficient UEFA de chaque équipe. Un groupe est composé d'une équipe ayant l'un des huit meilleurs coefficients, d'une équipe parmi les huit meilleurs coefficients suivants, etc., à la seule condition où aucune équipe de la même fédération ne peut s'affronter.
| Équipe                | Coef.  | Équipe               | Coef.  | Équipe             | Coef.  | Équipe            | Coef.  | Équipe             | Coef.  |
| Pot 1                 | Pot 1  | Pot 2                | Pot 2  | Pot 3              | Pot 3  | Pot 4             | Pot 4  | Pot 5              | Pot 5  |
| --------------------- | ------ | -------------------- | ------ | ------------------ | ------ | ----------------- | ------ | ------------------ | ------ |
| Villarreal CF         | 78,374 | Tottenham Hotspur FC | 40,618 | Spartak Moscou     | 27,920 | Hapoël Tel-Aviv   | 19,338 | Aris Thessalonique | 13,415 |
| Bayern Munich         | 73,640 | Lokomotiv Moscou     | 38,920 | Sporting Braga     | 27,107 | Étoile rouge      | 19,256 | Aberdeen FC        | 11,064 |
| AZ Alkmaar            | 63,995 | Saint-Pétersbourg    | 38,920 | Galatasaray        | 26,791 | Copenhague        | 19,129 | FC Zürich          | 9,869  |
| Panathinaïkos         | 55,415 | Sparta Prague        | 37,851 | Atlético de Madrid | 25,374 | Toulouse FC       | 17,706 | AEL Larissa        | 8,415  |
| FC Bâle               | 54,869 | AEK Athènes          | 36,415 | Getafe CF          | 25,374 | Dinamo Zagreb     | 17,533 | AaB Ålborg         | 7,129  |
| Girondins de Bordeaux | 49,706 | Hamburger SV         | 34,640 | Everton FC         | 24,618 | Panionios Athènes | 16,415 | SK Brann           | 6,509  |
| Bayer Leverkusen      | 45,640 | Bolton Wanderers     | 32,618 | ACF Fiorentina     | 21,808 | 1.FC Nuremberg    | 14,640 | Elfsborg           | 4,478  |
| RSC Anderlecht        | 41,594 | Austria Vienne       | 30,104 | Stade rennais      | 20,706 | Mladá Boleslav    | 13,851 | Helsingborgs IF    | 3,478  |

## Groupe A
| Rang | Équipe                   | Pts | J | G | N | P | Bp | Bc | Diff |  | Résultats (▼ dom., ► ext.) |     |     |     |     |     |
| ---- | ------------------------ | --- | - | - | - | - | -- | -- | ---- |  | -------------------------- | --- | --- | --- | --- | --- |
| 1    | Everton                  | 12  | 4 | 4 | 0 | 0 | 9  | 3  | +6   |  | Everton                    |     |     | 1-0 |     | 3-1 |
| 2    | Nuremberg                | 7   | 4 | 2 | 1 | 1 | 7  | 6  | +1   |  | Nuremberg                  | 0-2 |     |     | 2-1 |     |
| 3    | Zénith Saint-Pétersbourg | 5   | 4 | 1 | 2 | 1 | 6  | 6  | 0    |  | Zénith Saint-Pétersbourg   |     | 2-2 |     | 1-1 |     |
| 4    | AZ Alkmaar               | 4   | 4 | 1 | 1 | 2 | 5  | 6  | -1   |  | AZ Alkmaar                 | 2-3 |     |     |     | 1-0 |
| 5    | AEL Larissa              | 0   | 4 | 0 | 0 | 4 | 4  | 10 | -6   |  | AEL Larissa                |     | 1-3 | 2-3 |     |     |

| 25 octobre 2007 19:30 MSK | Zénith St-Pétersbourg | 1 – 1 | AZ Alkmaar | Stade Petrovski, Saint-Pétersbourg         |                                            |
|                           | Tymoschuk 43e (pen.)  |       | Ari 20e    | Spectateurs : 20 000 Arbitrage : Kapitanis | Spectateurs : 20 000 Arbitrage : Kapitanis |

| 25 octobre 2007 20:00 WET | Everton                               | 3 – 1 | Larissa     | Goodison Park, Liverpool                    |                                             |
|                           | Cahill 14e · Osman 50e · Anichebe 85e |       | Cleyton 65e | Spectateurs : 33 777 Arbitrage : Ingvarsson | Spectateurs : 33 777 Arbitrage : Ingvarsson |

| 8 novembre 2007 17:30 EET | Larissa                      | 2 – 3 | Zénith Saint-Pétersbourg                  | Alkazar, Larissa       |                        |
|                           | Alexandrou 58e · Fotakis 62e |       | Pogrebnyak 39e · Zyrianov 70e · Tekke 78e | Arbitrage : Vollquartz | Arbitrage : Vollquartz |

| 8 novembre 2007 21:05 CET | Nuremberg | 0 – 2 | Everton                          | Frankenstadion, Nuremberg                 |                                           |
|                           |           |       | Arteta 83e (pen.) · Anichebe 88e | Spectateurs : 43 000 Arbitrage : Mallenco | Spectateurs : 43 000 Arbitrage : Mallenco |

| 29 novembre 2007 20:45 CET | AZ Alkmaar  | 1 – 0 | Larissa | DSB Stadion, Alkmaar    |                         |
|                            | Dembélé 77e |       |         | Arbitrage : Paniashvili | Arbitrage : Paniashvili |

| 29 novembre 2007 19:00 MSK | Zénith St-Pétersbourg      | 2 – 2 | Nuremberg                  | Stade Petrovski, Saint-Pétersbourg |                      |
|                            | Pogrebnyak 76e · Ionov 79e |       | Charisteas 25e · Benko 84e | Arbitrage : Královec               | Arbitrage : Královec |

| 5 décembre 2007 19:45 WET | Everton    | 1 – 0 | Zénith St-Pétersbourg | Goodison Park, Liverpool |                       |
|                           | Cahill 85e |       |                       | Arbitrage : Jakobsson    | Arbitrage : Jakobsson |

| 5 décembre 2007 20:45 CET | Nuremberg      | 2 – 1 | AZ Alkmaar   | Frankenstadion, Nuremberg |                         |
|                           | Mintál 83e 85e |       | de Zeeuw 29e | Arbitrage : Johannesson   | Arbitrage : Johannesson |

| 20 décembre 2007 20:45 CET | AZ Alkmaar              | 2 – 3 | Everton                                 | DSB Stadion, Alkmaar |                    |
|                            | Pellè 16e · Jaliens 65e |       | Johnson 2e · Jagielka 44e · Vaughan 79e | Arbitrage : Dereli   | Arbitrage : Dereli |

| 20 décembre 2007 21:45 EET | Larissa    | 1 – 3 | Nuremberg                                | Alkazar, Larissa   |                    |
|                            | Kožlej 11e |       | Saenko 45e · Mintál 57e · Charisteas 73e | Arbitrage : Kaldma | Arbitrage : Kaldma |

## Groupe B
| Rang | Équipe           | Pts | J | G | N | P | Bp | Bc | Diff |  | Résultats (▼ dom., ► ext.) |     |     |     |     |     |
| ---- | ---------------- | --- | - | - | - | - | -- | -- | ---- |  | -------------------------- | --- | --- | --- | --- | --- |
| 1    | Atlético Madrid  | 10  | 4 | 3 | 1 | 0 | 9  | 4  | +5   |  | Atlético Madrid            |     | 2-1 | 2-0 |     |     |
| 2    | Panathinaïkos    | 9   | 4 | 3 | 0 | 1 | 7  | 2  | +5   |  | Panathinaïkos              |     |     | 3-0 |     | 2-0 |
| 3    | Aberdeen         | 4   | 4 | 1 | 1 | 2 | 4  | 6  | -2   |  | Aberdeen                   |     |     |     | 4-0 | 1-1 |
| 4    | FC Copenhague    | 3   | 4 | 1 | 0 | 3 | 1  | 7  | -6   |  | FC Copenhague              | 0-2 | 0-1 |     |     |     |
| 5    | Lokomotiv Moscou | 2   | 4 | 0 | 2 | 2 | 4  | 7  | -3   |  | Lokomotiv Moscou           | 3-3 |     |     | 0-1 |     |

| 25 octobre 2007 18:00 CET | Panathinaikos                                   | 3–0 | Aberdeen | Apostolos Nikolaidis Stadium, Athènes     |                                           |
|                           | Goumas 11e · Papadopoulos 73e · Salpingídis 77e |     |          | Spectateurs : 8 154 Arbitrage : Einwaller | Spectateurs : 8 154 Arbitrage : Einwaller |
|                           | Rapport                                         |     |          | Spectateurs : 8 154 Arbitrage : Einwaller | Spectateurs : 8 154 Arbitrage : Einwaller |

| 25 octobre 2007 18:45 CET | Lokomotiv Moscou                        | 3–3 | Atlético de Madrid           | Lokomotiv Stadium, Moscou                    |                                              |
|                           | Bilyaletdinov 27e · Odemwingie 60e, 63e |     | Agüero 16e, 85e · Forlán 47e | Spectateurs : 17 000 Arbitrage : Clattenburg | Spectateurs : 17 000 Arbitrage : Clattenburg |
|                           | Rapport                                 |     |                              | Spectateurs : 17 000 Arbitrage : Clattenburg | Spectateurs : 17 000 Arbitrage : Clattenburg |

| 8 novembre 2007 20:15 CET | Aberdeen    | 1 – 1 | Lokomotiv Moscou | Pittodrie, Aberdeen |                   |
|                           | Diamond 27e |       | Ivanović 45e     | Arbitrage : Meyer   | Arbitrage : Meyer |
|                           | Rapport     |       |                  | Arbitrage : Meyer   | Arbitrage : Meyer |

| 8 novembre 2007 20:00 WET | Copenhague | 0 – 1 | Panathinaikos | Parken Stadium, Copenhague |                    |
|                           |            |       | N'Doye 15e    | Arbitrage : Hriňák         | Arbitrage : Hriňák |
|                           | Rapport    |       |               | Arbitrage : Hriňák         | Arbitrage : Hriňák |

| 29 novembre 2007 20:30 MSK | Atlético de Madrid                       | 2 – 0 | Aberdeen | Vicente Calderón, Madrid |                   |
|                            | Forlán 45e (pen.) · Langfield 61e (o.g.) |       |          | Arbitrage : Bebek        | Arbitrage : Bebek |
|                            | Rapport                                  |       |          | Arbitrage : Bebek        | Arbitrage : Bebek |

| 29 novembre 2007 20:45 CET | Lokomotiv Moscou | 0 – 1 | Copenhague            | Lokomotiv Stadium, Moscou |                     |
|                            |                  |       | Nordstrand 62e (pen.) | Arbitrage : Brugger       | Arbitrage : Brugger |
|                            | Rapport          |       |                       | Arbitrage : Brugger       | Arbitrage : Brugger |

| 5 décembre 2007 20:45 CET | Copenhague | 0 – 2 | Atlético de Madrid     | Parken Stadium, Copenhague |                       |
|                           |            |       | Simão 21e · Agüero 62e | Arbitrage : Dondarini      | Arbitrage : Dondarini |
|                           | Rapport    |       |                        | Arbitrage : Dondarini      | Arbitrage : Dondarini |

| 5 décembre 2007 21:45 EET | Panathinaikos       | 2 – 0 | Lokomotiv Moscou | Apostolos Nikolaidis Stadium, Athènes |                       |
|                           | Salpingídis 70e 74e |       |                  | Arbitrage : Circhetta                 | Arbitrage : Circhetta |
|                           | Rapport             |       |                  | Arbitrage : Circhetta                 | Arbitrage : Circhetta |

| 20 décembre 2007 20:45 CET | Aberdeen                                              | 4 – 0 | Copenhague | Pittodrie, Aberdeen |                     |
|                            | Ja. Smith 47e 55e · Antonsson 71e (o.g.) · Foster 83e |       |            | Arbitrage : Batista | Arbitrage : Batista |
|                            | Rapport                                               |       |            | Arbitrage : Batista | Arbitrage : Batista |

| 20 décembre 2007 19:45 WET | Atlético de Madrid             | 2 – 1 | Panathinaikos   | Vicente Calderón, Madrid |                     |
|                            | Luis García 74e · Simão 90 +6e |       | Salpingidis 34e | Arbitrage : Kircher      | Arbitrage : Kircher |
|                            | Rapport                        |       |                 | Arbitrage : Kircher      | Arbitrage : Kircher |

## Groupe C
| Rang | Équipe         | Pts | J | G | N | P | Bp | Bc | Diff |  | Résultats (▼ dom., ► ext.) |     |     |     |     |     |
| ---- | -------------- | --- | - | - | - | - | -- | -- | ---- |  | -------------------------- | --- | --- | --- | --- | --- |
| 1    | Villarreal     | 10  | 4 | 3 | 1 | 0 | 7  | 3  | +4   |  | Villarreal                 |     | 1-1 |     |     | 2-0 |
| 2    | ACF Fiorentina | 8   | 4 | 2 | 2 | 0 | 10 | 4  | +6   |  | ACF Fiorentina             |     |     |     | 2-1 | 6-1 |
| 3    | AEK Athènes    | 5   | 4 | 1 | 2 | 1 | 4  | 4  | 0    |  | AEK Athènes                | 1-2 | 1-1 |     |     |     |
| 4    | Mladá Boleslav | 3   | 4 | 1 | 0 | 3 | 5  | 6  | -1   |  | Mladá Boleslav             | 1-2 |     | 0-1 |     |     |
| 5    | IF Elfsborg    | 1   | 4 | 0 | 1 | 3 | 3  | 12 | -9   |  | IF Elfsborg                |     |     | 1-1 | 1-3 |     |

| 25 octobre 2007 20:00 CET | Elfsborg   | 1–1 | AEK Athènes | Borås Arena, Borås                     |                                        |
|                           | Mobäck 15e |     | Pappas 49e  | Spectateurs : 4 175 Arbitrage : Sippel | Spectateurs : 4 175 Arbitrage : Sippel |
|                           | Rapport    |     |             | Spectateurs : 4 175 Arbitrage : Sippel | Spectateurs : 4 175 Arbitrage : Sippel |

| 25 octobre 2007 20:45 CET | Villarreal    | 1–1 | ACF Fiorentina | El Madrigal, Vila-real                  |                                         |
|                           | Capdevila 86e |     | Vieri 49e      | Spectateurs : 15 000 Arbitrage : Lannoy | Spectateurs : 15 000 Arbitrage : Lannoy |
|                           | Rapport       |     |                | Spectateurs : 15 000 Arbitrage : Lannoy | Spectateurs : 15 000 Arbitrage : Lannoy |

| 8 novembre 2007 20:45 CET | ACF Fiorentina                                                            | 6 – 1 | Elfsborg     | Stadio Artemio Franchi, Florence |                    |
|                           | Jørgensen 4e 78e · Vieri 5e · Donadel 62e · Kroldrup 65e · Di Carmine 87e |       | Ishizaki 41e | Arbitrage : Dereli               | Arbitrage : Dereli |
|                           | Rapport                                                                   |       |              | Arbitrage : Dereli               | Arbitrage : Dereli |

| 8 novembre 2007 20:30 CET | Mladá Boleslav | 1 – 2 | Villarreal              | Městský Stadion, Mladá Boleslav |                     |
|                           | Mendy 90e      |       | Nihat 33e · Cazorla 56e | Arbitrage : Skomina             | Arbitrage : Skomina |
|                           | Rapport        |       |                         | Arbitrage : Skomina             | Arbitrage : Skomina |

| 29 novembre 2007 21:00 EET | AEK Athènes           | 1 – 1 | ACF Fiorentina | Olympic Stadium, Athènes |                     |
|                            | Balzaretti 34e (o.g.) |       | Osvaldo 29e    | Arbitrage : Thomson      | Arbitrage : Thomson |
|                            | Rapport               |       |                | Arbitrage : Thomson      | Arbitrage : Thomson |

| 29 novembre 2007 18:15 CET | Elfsborg     | 1 – 3 | Mladá Boleslav                         | Borås Arena, Borås |                   |
|                            | Svensson 31e |       | Táborský 67e · Mendy 79e · Voříšek 90e | Arbitrage : Kelly  | Arbitrage : Kelly |
|                            | Rapport      |       |                                        | Arbitrage : Kelly  | Arbitrage : Kelly |

| 5 décembre 2007 20:45 CET | Mladá Boleslav | 0 – 1 | AEK Athènes | Městský Stadion, Mladá Boleslav |                     |
|                           |                |       | Nsaliwa 46e | Arbitrage : Verbist             | Arbitrage : Verbist |
|                           | Rapport        |       |             | Arbitrage : Verbist             | Arbitrage : Verbist |

| 5 décembre 2007 20:45 CET | Villarreal      | 2 – 0 | Elfsborg | El Madrigal, Vila-real |                       |
|                           | Tomasson 2e 51e |       |          | Arbitrage : Valentine  | Arbitrage : Valentine |
|                           | Rapport         |       |          | Arbitrage : Valentine  | Arbitrage : Valentine |

| 20 décembre 2007 21:45 EET | AEK Athènes | 1 – 2 | Villarreal                | Olympic Stadium, Athènes |                    |
|                            | Rivaldo 68e |       | Mavuba 40e · Tomasson 69e | Arbitrage : Lehner       | Arbitrage : Lehner |
|                            | Rapport     |       |                           | Arbitrage : Lehner       | Arbitrage : Lehner |

| 20 décembre 2007 20:45 CET | ACF Fiorentina              | 2 – 1 | Mladá Boleslav  | Stadio Artemio Franchi, Florence |                      |
|                            | Mutu 44e (pen.) · Vieri 67e |       | Jan Rajnoch 60e | Arbitrage : Ferreira             | Arbitrage : Ferreira |
|                            | Rapport                     |       |                 | Arbitrage : Ferreira             | Arbitrage : Ferreira |

## Groupe D
| Rang | Équipe        | Pts | J | G | N | P | Bp | Bc | Diff |  | Résultats (▼ dom., ► ext.) |     |     |     |     |     |
| ---- | ------------- | --- | - | - | - | - | -- | -- | ---- |  | -------------------------- | --- | --- | --- | --- | --- |
| 1    | Hambourg      | 10  | 4 | 3 | 1 | 0 | 7  | 1  | +6   |  | Hambourg                   |     | 1-1 |     |     | 3-0 |
| 2    | FC Bâle       | 8   | 4 | 2 | 2 | 0 | 3  | 1  | +2   |  | FC Bâle                    |     |     | 1-0 |     | 1-0 |
| 3    | Brann         | 4   | 4 | 1 | 1 | 2 | 3  | 4  | -1   |  | Brann                      | 0-1 |     |     | 2-1 |     |
| 4    | Dinamo Zagreb | 2   | 4 | 0 | 2 | 2 | 2  | 5  | -3   |  | Dinamo Zagreb              | 0-2 | 0-0 |     |     |     |
| 5    | Stade rennais | 2   | 4 | 0 | 2 | 2 | 2  | 6  | -4   |  | Stade rennais              |     |     | 1-1 | 1-1 |     |

| 25 octobre 2007 19:00 CET | Brann   | 0–1 | Hambourg    | Brann Stadion, Bergen                       |                                             |
|                           |         |     | Kompany 62e | Spectateurs : 13 000 Arbitrage : Kasnaferis | Spectateurs : 13 000 Arbitrage : Kasnaferis |
|                           | Rapport |     |             | Spectateurs : 13 000 Arbitrage : Kasnaferis | Spectateurs : 13 000 Arbitrage : Kasnaferis |

| 25 octobre 2007 20:45 CET | FC Bâle      | 1–0 | Rennes | St. Jakob-Park, Bâle                     |                                          |
|                           | Streller 55e |     |        | Spectateurs : 11 407 Arbitrage : Rizzoli | Spectateurs : 11 407 Arbitrage : Rizzoli |
|                           | Rapport      |     |        | Spectateurs : 11 407 Arbitrage : Rizzoli | Spectateurs : 11 407 Arbitrage : Rizzoli |

| 8 novembre 2007 20:15 CET | Dinamo Zagreb | 0–0 | FC Bâle | Maksimir Stadium, Zagreb |
|                           |               |     |         | Arbitrage : Gumienny     |
|                           | Rapport       |     |         |                          |

| 8 novembre 2007 19:00 CET | Rennes             | 1–1 | Brann       | Stade de la route de Lorient, Rennes    |                                         |
|                           | Cheyrou 88e (pen.) |     | Karadaş 24e | Spectateurs : 11 291 Arbitrage : Lehner | Spectateurs : 11 291 Arbitrage : Lehner |
|                           | Rapport            |     |             | Spectateurs : 11 291 Arbitrage : Lehner | Spectateurs : 11 291 Arbitrage : Lehner |

| 29 novembre 2007 20:15 CET | Brann                            | 2–1 | Dinamo Zagreb | Brann Stadion, Bergen |                   |
|                            | Bjarnason 45e (pen.) · Bakke 72e |     | Vukojević 49e | Arbitrage : Balaj     | Arbitrage : Balaj |
|                            | Rapport                          |     |               | Arbitrage : Balaj     | Arbitrage : Balaj |

| 29 novembre 2007 19:00 CET | Hambourg                                          | 3–0 | Rennes | HSH Nordbank Arena, Hambourg |                         |
|                            | Van der Vaart 30e · Choupo-Moting 84e · Zidan 90e |     |        | Arbitrage : Clattenburg      | Arbitrage : Clattenburg |
|                            | Rapport                                           |     |        | Arbitrage : Clattenburg      | Arbitrage : Clattenburg |

| 5 décembre 2007 20:45 CET | FC Bâle      | 1 – 0 | Brann | St. Jakob-Park, Bâle |                    |
|                           | Carlitos 40e |       |       | Arbitrage : Egorov   | Arbitrage : Egorov |
|                           | Rapport      |       |       | Arbitrage : Egorov   | Arbitrage : Egorov |

| 5 décembre 2007 20:45 CET | Dinamo Zagreb | 0 – 2 | Hambourg                              | Maksimir Stadium, Zagreb |                      |
|                           |               |       | de Jong 88e · Trochowski 90+3e (pen.) | Arbitrage : McDonald     | Arbitrage : McDonald |
|                           | Rapport       |       |                                       | Arbitrage : McDonald     | Arbitrage : McDonald |

| 20 décembre 2007 20:45 CET | Hambourg | 1 – 1 | FC Bâle   | HSH Nordbank Arena, Hambourg |                        |
|                            | Olić 73e |       | Ergić 58e | Arbitrage : Vollquartz       | Arbitrage : Vollquartz |
|                            | Rapport  |       |           | Arbitrage : Vollquartz       | Arbitrage : Vollquartz |

| 20 décembre 2007 20:45 CET | Rennes            | 1 – 1 | Dinamo Zagreb | Stade de la route de Lorient, Rennes |                      |
|                            | Stéphane Mbia 88e |       | Vukojević 57e | Arbitrage : Courtney                 | Arbitrage : Courtney |
|                            | Rapport           |       |               | Arbitrage : Courtney                 | Arbitrage : Courtney |

## Groupe E
| Rang | Équipe           | Pts | J | G | N | P | Bp | Bc | Diff |  | Résultats (▼ dom., ► ext.) |     |     |     |     |     |
| ---- | ---------------- | --- | - | - | - | - | -- | -- | ---- |  | -------------------------- | --- | --- | --- | --- | --- |
| 1    | Bayer Leverkusen | 9   | 4 | 3 | 0 | 1 | 8  | 2  | +6   |  | Bayer Leverkusen           |     |     |     | 1-0 | 1-0 |
| 2    | Spartak Moscou   | 7   | 4 | 2 | 1 | 1 | 4  | 3  | +1   |  | Spartak Moscou             | 2-1 |     | 1-0 |     |     |
| 3    | FC Zurich        | 6   | 4 | 2 | 0 | 2 | 4  | 7  | -3   |  | FC Zurich                  | 0-5 |     |     |     | 2-0 |
| 4    | Sparta Prague    | 4   | 4 | 1 | 1 | 2 | 4  | 5  | -1   |  | Sparta Prague              |     | 0-0 | 1-2 |     |     |
| 5    | Toulouse FC      | 3   | 4 | 1 | 0 | 3 | 4  | 7  | -3   |  | Toulouse FC                |     | 2-1 |     | 2-3 |     |

| 25 octobre 2007 18:45 CET | AC Sparta Prague | 1–2 | Zürich                   | AXA Arena, Prague                      |                                        |
|                           | Slepička 24e     |     | Kondé 38e · Alphonse 62e | Spectateurs : 6 007 Arbitrage : Dougal | Spectateurs : 6 007 Arbitrage : Dougal |
|                           | Rapport          |     |                          | Spectateurs : 6 007 Arbitrage : Dougal | Spectateurs : 6 007 Arbitrage : Dougal |

| 25 octobre 2007 19:00 CET | Bayer Leverkusen | 1–0 | Toulouse | BayArena, Leverkusen                      |                                           |
|                           | Kießling 35e     |     |          | Spectateurs : 15 267 Arbitrage : Eriksson | Spectateurs : 15 267 Arbitrage : Eriksson |
|                           | Rapport          |     |          | Spectateurs : 15 267 Arbitrage : Eriksson | Spectateurs : 15 267 Arbitrage : Eriksson |

| 8 novembre 2007 19:00 MSK | Spartak Moscou                              | 2 – 1 | Bayer Leverkusen | Stade Loujniki, Moscou |                       |
|                           | Pavlyuchenko 63e (pen.) · Mozart 77e (pen.) |       | Freier 90e       | Arbitrage : Jakobsson  | Arbitrage : Jakobsson |
|                           | Rapport                                     |       |                  | Arbitrage : Jakobsson  | Arbitrage : Jakobsson |

| 8 novembre 2007 20:30 CET | Toulouse                   | 2 – 3 | AC Sparta Prague          | Stadium, Toulouse    |                      |
|                           | Elmander 14e · Mansaré 80e |       | Dosek 68e · Kisel 69e 88e | Arbitrage : González | Arbitrage : González |
|                           | Rapport                    |       |                           | Arbitrage : González | Arbitrage : González |

| 29 novembre 2007 18:30 CET | AC Sparta Prague | 0 – 0 | Spartak Moscou | AXA Arena, Prague    |
|                            |                  |       |                | Arbitrage : Richards |
|                            | Rapport          |       |                |                      |

| 29 novembre 2007 20:15 CET | Zürich                          | 2 – 0 | Toulouse | Letzigrund, Zurich     |                        |
|                            | Tihinen 42e · Rafael 69e (pen.) |       |          | Arbitrage : Kasnaferis | Arbitrage : Kasnaferis |
|                            | Rapport                         |       |          | Arbitrage : Kasnaferis | Arbitrage : Kasnaferis |

| 6 décembre 2007 18:15 CET | Bayer Leverkusen | 1 – 0 | AC Sparta Prague | BayArena, Leverkusen |                      |
|                           | Friedrich 71e    |       |                  | Arbitrage : Atkinson | Arbitrage : Atkinson |
|                           | Rapport          |       |                  | Arbitrage : Atkinson | Arbitrage : Atkinson |

| 6 décembre 2007 20:15 MSK | Spartak Moscou | 1 – 0 | Zürich | Stade Loujniki, Moscou |                       |
|                           | Titov 57e      |       |        | Arbitrage : Trivković  | Arbitrage : Trivković |
|                           | Rapport        |       |        | Arbitrage : Trivković  | Arbitrage : Trivković |

| 19 décembre 2007 20:45 CET | Toulouse                | 2 – 1 | Spartak Moscou    | Stadium, Toulouse    |                      |
|                            | Santos 41e · Santos 53e |       | Dzyuba 61e (pen.) | Arbitrage : Berntsen | Arbitrage : Berntsen |
|                            | Rapport                 |       |                   | Arbitrage : Berntsen | Arbitrage : Berntsen |

| 19 décembre 2007 20:45 CET | Zürich  | 0 – 5 | Bayer Leverkusen                                           | Letzigrund, Zurich   |                      |
|                            |         |       | Greško 19e · Bulykin 23e 57e · Barnetta 50e · Kießling 80e | Arbitrage : Santiago | Arbitrage : Santiago |
|                            | Rapport |       |                                                            | Arbitrage : Santiago | Arbitrage : Santiago |

## Groupe F
| Rang | Équipe                   | Pts | J | G | N | P | Bp | Bc | Diff |  | Résultats (▼ dom., ► ext.) |     |     |     |     |     |
| ---- | ------------------------ | --- | - | - | - | - | -- | -- | ---- |  | -------------------------- | --- | --- | --- | --- | --- |
| 1    | Bayern Munich            | 8   | 4 | 2 | 2 | 0 | 12 | 5  | +7   |  | Bayern Munich              |     |     | 2-2 | 6-0 |     |
| 2    | Sporting Braga           | 6   | 4 | 1 | 3 | 0 | 5  | 3  | +2   |  | Sporting Braga             | 1-1 |     |     |     | 2-0 |
| 3    | Bolton                   | 6   | 4 | 1 | 3 | 0 | 5  | 4  | +1   |  | Bolton                     |     | 1-1 |     | 1-1 |     |
| 4    | Aris                     | 5   | 4 | 1 | 2 | 1 | 5  | 8  | -3   |  | Aris                       |     | 1-1 |     |     | 3-0 |
| 5    | Étoile rouge de Belgrade | 0   | 4 | 0 | 0 | 4 | 2  | 9  | -7   |  | Étoile rouge de Belgrade   | 2-3 |     | 0-1 |     |     |

| 25 octobre 2007 21:00 CET | Bolton Wanderers | 1–1 | Sporting Braga | Reebok Stadium, Horwich                  |                                          |
|                           | Diouf 66e        |     | Jaílson 87e    | Spectateurs : 10 848 Arbitrage : Caferin | Spectateurs : 10 848 Arbitrage : Caferin |
|                           | Rapport          |     |                | Spectateurs : 10 848 Arbitrage : Caferin | Spectateurs : 10 848 Arbitrage : Caferin |

| 25 octobre 2007 21:15 CET | Crvena Zvezda             | 2–3 | Bayern Munich                | Stadion Crvena Zvezda, Belgrade            |                                            |
|                           | Koroman 16e · Milijaš 74e |     | Klose 20e, 85e · Kroos 90+4e | Spectateurs : 41 000 Arbitrage : Trefoloni | Spectateurs : 41 000 Arbitrage : Trefoloni |
|                           | Rapport                   |     |                              | Spectateurs : 41 000 Arbitrage : Trefoloni | Spectateurs : 41 000 Arbitrage : Trefoloni |

| 8 novembre 2007 21:45 EET | Aris Thessaloniki             | 3 – 0 | Crvena Zvezda | Vikelides Stadium, Thessaloniki |                    |
|                           | Papazoglou 76e 89e · Koke 90e |       |               | Arbitrage : Ivanov              | Arbitrage : Ivanov |
|                           | Rapport                       |       |               | Arbitrage : Ivanov              | Arbitrage : Ivanov |

| 8 novembre 2007 19:00 CET | Bayern Munich    | 2 – 2 | Bolton Wanderers        | Allianz Arena, Munich |                  |
|                           | Podolski 30e 49e |       | Gardner 8e · Davies 82e | Arbitrage : Jára      | Arbitrage : Jára |
|                           | Rapport          |       |                         | Arbitrage : Jára      | Arbitrage : Jára |

| 29 novembre 2007 20:00 WET | Bolton Wanderers | 1 – 1 | Aris Thessaloniki | Reebok Stadium, Horwich        |                                |
|                            | Stelios 90+2e    |       | Toni 44e          | Arbitrage : Iturralde González | Arbitrage : Iturralde González |
|                            | Rapport          |       |                   | Arbitrage : Iturralde González | Arbitrage : Iturralde González |

| 29 novembre 2007 20:00 WET | Sporting Braga | 1 – 1 | Bayern Munich | Estádio Municipal, Braga |                      |
|                            | Linz 66e       |       | Klose 47e     | Arbitrage : Eriksson     | Arbitrage : Eriksson |
|                            | Rapport        |       |               | Arbitrage : Eriksson     | Arbitrage : Eriksson |

| 6 décembre 2007 21:45 EET | Aris Thessaloniki  | 1 – 1 | Sporting Braga | Vikelides Stadium, Thessaloniki |                   |
|                           | Ronaldo Guiaro 26e |       | Linz 6e        | Arbitrage : Małek               | Arbitrage : Małek |
|                           | Rapport            |       |                | Arbitrage : Małek               | Arbitrage : Małek |

| 6 décembre 2007 20:45 CET | Crvena Zvezda | 0 – 1 | Bolton Wanderers | Stadion Crvena Zvezda, Belgrade |                      |
|                           |               |       | McCann 45e       | Arbitrage : Allaerts            | Arbitrage : Allaerts |
|                           | Rapport       |       |                  | Arbitrage : Allaerts            | Arbitrage : Allaerts |

| 19 décembre 2007 20:45 CET | Bayern Munich                              | 6 – 0 | Aris Thessaloniki | Allianz Arena, Munich |                   |
|                            | Toni 25e 38e 64e 66e · Lell 78e · Lahm 81e |       |                   | Arbitrage : Yefet     | Arbitrage : Yefet |
|                            | Rapport                                    |       |                   | Arbitrage : Yefet     | Arbitrage : Yefet |

| 19 décembre 2007 19:45 WET | Sporting Braga        | 2 – 0 | Crvena Zvezda | Estádio Municipal, Braga |                    |
|                            | Linz 11e · Wender 66e |       |               | Arbitrage : Hrinak       | Arbitrage : Hrinak |
|                            | Rapport               |       |               | Arbitrage : Hrinak       | Arbitrage : Hrinak |

## Groupe G
| Rang | Équipe          | Pts | J | G | N | P | Bp | Bc | Diff |  | Résultats (▼ dom., ► ext.) |     |     |     |     |     |
| ---- | --------------- | --- | - | - | - | - | -- | -- | ---- |  | -------------------------- | --- | --- | --- | --- | --- |
| 1    | Getafe          | 9   | 4 | 3 | 0 | 1 | 7  | 5  | +2   |  | Getafe                     |     |     | 2-1 |     | 1-2 |
| 2    | Tottenham       | 7   | 4 | 2 | 1 | 1 | 7  | 5  | +2   |  | Tottenham                  | 1-2 |     |     | 3-2 |     |
| 3    | RSC Anderlecht  | 5   | 4 | 1 | 2 | 1 | 5  | 4  | +1   |  | RSC Anderlecht             |     | 1-1 |     |     | 2-0 |
| 4    | AaB Ålborg      | 4   | 4 | 1 | 1 | 2 | 7  | 7  | 0    |  | AaB Ålborg                 | 1-2 |     | 1-1 |     |     |
| 5    | Hapoël Tel-Aviv | 3   | 4 | 1 | 0 | 3 | 3  | 8  | -5   |  | Hapoël Tel-Aviv            |     | 0-2 |     | 1-3 |     |

| 25 octobre 2007 20:45 CET | Anderlecht      | 2–0 | Hapoel Tel Aviv | Stade Vanden Stock, Bruxelles          |                                        |
|                           | Frutos 36e, 70e |     |                 | Spectateurs : 17 586 Arbitrage : Tudor | Spectateurs : 17 586 Arbitrage : Tudor |
|                           | Rapport         |     |                 | Spectateurs : 17 586 Arbitrage : Tudor | Spectateurs : 17 586 Arbitrage : Tudor |

| 25 octobre 2007 21:00 (postponed) CET | Tottenham Hotspur | 1–2 | Getafe                      | White Hart Lane, Londres                 |                                          |
|                                       | Defoe 19e         |     | de la Red 21e · Braulio 70e | Spectateurs : 36 240 Arbitrage : Kircher | Spectateurs : 36 240 Arbitrage : Kircher |
|                                       | Rapport           |     |                             | Spectateurs : 36 240 Arbitrage : Kircher | Spectateurs : 36 240 Arbitrage : Kircher |

| 8 novembre 2007 19:15 CET | AaB Ålborg    | 1 – 1 | Anderlecht                  | Aalborg Stadion, Aalborg |                     |
|                           | Lindström 86e |       | Michael Jakobsen 59e (o.g.) | Arbitrage : Duhamel      | Arbitrage : Duhamel |
|                           | Rapport       |       |                             | Arbitrage : Duhamel      | Arbitrage : Duhamel |

| 8 novembre 2007 18:00 EET | Hapoel Tel Aviv | 0 – 2 | Tottenham Hotspur        | Bloomfield Stadium, Jaffa |                      |
|                           |                 |       | Keane 26e · Berbatov 31e | Arbitrage : Gilewski      | Arbitrage : Gilewski |
|                           | Rapport         |       |                          | Arbitrage : Gilewski      | Arbitrage : Gilewski |

| 29 novembre 2007 20:45 CET | Getafe           | 1 – 2 | Hapoel Tel Aviv        | Coliseum Alfonso Pérez, Getafe |                       |
|                            | Pablo 90e (pen.) |       | Badir 5e · B. Dego 31e | Arbitrage : Kapitanis          | Arbitrage : Kapitanis |
|                            | Rapport          |       |                        | Arbitrage : Kapitanis          | Arbitrage : Kapitanis |

| 29 novembre 2007 19:45 WET | Tottenham Hotspur                        | 3 – 2 | AaB Ålborg                  | White Hart Lane, Londres |                     |
|                            | Berbatov 45e · Malbranque 51e · Bent 66e |       | Enevoldsen 2e · Risgård 37e | Arbitrage : Proença      | Arbitrage : Proença |
|                            | Rapport                                  |       |                             | Arbitrage : Proença      | Arbitrage : Proença |

| 6 décembre 2007 20:45 CET | AaB Ålborg | 1 – 2 | Getafe                  | Aalborg Stadion, Aalborg |                     |
|                           | Prica 90e  |       | Pablo 11e · Granero 78e | Arbitrage : Rizzoli      | Arbitrage : Rizzoli |
|                           | Rapport    |       |                         | Arbitrage : Rizzoli      | Arbitrage : Rizzoli |

| 6 décembre 2007 20:45 CET | Anderlecht | 1 – 1 | Tottenham Hotspur   | Stade Vanden Stock Stadium, Bruxelles |                     |
|                           | Goor 68e   |       | Berbatov 71e (pen.) | Arbitrage : Skomina                   | Arbitrage : Skomina |
|                           | Rapport    |       |                     | Arbitrage : Skomina                   | Arbitrage : Skomina |

| 19 décembre 2007 20:45 CET | Getafe                              | 2 – 1 | Anderlecht     | Coliseum Alfonso Pérez, Getafe |                    |
|                            | Van Damme 6e (o.g.) · Celestini 50e |       | Théréau 90 +1e | Arbitrage : Ivanov             | Arbitrage : Ivanov |
|                            | Rapport                             |       |                | Arbitrage : Ivanov             | Arbitrage : Ivanov |

| 19 décembre 2007 21:45 EET | Hapoel Tel Aviv     | 1 – 3 | AaB Ålborg                                         | Bloomfield Stadium, Jaffa |                      |
|                            | Fábio Júnior 40 +1e |       | Risgård 27e · Jakobsen 50e (pen.) · Enevoldsen 66e | Arbitrage : Wegereef      | Arbitrage : Wegereef |
|                            | Rapport             |       |                                                    | Arbitrage : Wegereef      | Arbitrage : Wegereef |

## Groupe H
| Rang | Équipe                | Pts | J | G | N | P | Bp | Bc | Diff |  | Résultats (▼ dom., ► ext.) |     |     |     |     |     |
| ---- | --------------------- | --- | - | - | - | - | -- | -- | ---- |  | -------------------------- | --- | --- | --- | --- | --- |
| 1    | Girondins de Bordeaux | 12  | 4 | 4 | 0 | 0 | 9  | 5  | +4   |  | Girondins de Bordeaux      |     | 2-1 | 2-1 |     |     |
| 2    | Helsingborgs          | 7   | 4 | 2 | 1 | 1 | 8  | 5  | +3   |  | Helsingborgs               |     |     |     | 1-1 | 3-0 |
| 3    | Galatasaray           | 4   | 4 | 1 | 1 | 2 | 6  | 5  | +1   |  | Galatasaray                |     | 2-3 |     |     | 0-0 |
| 4    | Paniónios             | 4   | 4 | 1 | 1 | 2 | 4  | 7  | -3   |  | Paniónios                  | 2-3 |     | 0-3 |     |     |
| 5    | Austria Vienne        | 1   | 4 | 0 | 1 | 3 | 1  | 6  | -5   |  | Austria Vienne             | 1-2 |     |     | 0-1 |     |

| 25 octobre 2007 18:00 CET | Helsingborg | 1 - 1 | Panionios Athènes | Olympia, Helsingborg                      |                                           |
|                           | Larsson 83e |       | Goundoulakis 45e  | Spectateurs : 6 451 Arbitrage : Trivković | Spectateurs : 6 451 Arbitrage : Trivković |
|                           | Rapport     |       |                   | Spectateurs : 6 451 Arbitrage : Trivković | Spectateurs : 6 451 Arbitrage : Trivković |

| 25 octobre 2007 19:00 CET | Bordeaux                    | 2–1 | Galatasaray      | Stade Chaban-Delmas, Bordeaux          |                                        |
|                           | Cavenaghi 53e · Chamakh 64e |     | Nonda 22e (pen.) | Spectateurs : 10 863 Arbitrage : Małek | Spectateurs : 10 863 Arbitrage : Małek |
|                           | Rapport                     |     |                  | Spectateurs : 10 863 Arbitrage : Małek | Spectateurs : 10 863 Arbitrage : Małek |

| 8 novembre 2007 20:15 CET | Austria Vienna | 1–2 | Bordeaux                        | Horr Stadion, Vienne (Autriche) |                     |
|                           | Kuljic 5e      |     | Chamakh 45e · Wendel 88e (pen.) | Arbitrage : Proença             | Arbitrage : Proença |
|                           | Rapport        |     |                                 | Arbitrage : Proença             | Arbitrage : Proença |

| 8 novembre 2007 20:00 EET | Galatasaray   | 2 – 3 | Helsingborg                                     | Ali Sami Yen Stadium, Istanbul |                  |
|                           | Nonda 45e 90e |       | Larsson 31e · Omotoyossi 39e · C. Andersson 75e | Arbitrage : Dean               | Arbitrage : Dean |
|                           | Rapport       |       |                                                 | Arbitrage : Dean               | Arbitrage : Dean |

| 29 novembre 2007 20:15 CET | Helsingborg                       | 3 – 0 | Austria Vienna | Olympia, Helsingborgs |                   |
|                            | Skúlason 47e · Omotoyossi 66e 70e |       |                | Arbitrage : Genov     | Arbitrage : Genov |
|                            | Rapport                           |       |                | Arbitrage : Genov     | Arbitrage : Genov |

| 29 novembre 2007 21:00 EET | Panionios Athènes | 0 – 3 | Galatasaray                             | Nea Smyrni Stadium, Athènes  |                              |
|                            |                   |       | Çalık 50e · Song 63e (pen.) · Şükür 82e | Arbitrage : Undiano Mallenco | Arbitrage : Undiano Mallenco |
|                            | Rapport           |       |                                         | Arbitrage : Undiano Mallenco | Arbitrage : Undiano Mallenco |

| 6 décembre 2007 20:45 CET | Austria Vienna | 0 – 1 | Panionios Athènes | Horr Stadion, Vienne (Autriche) |                    |
|                           |                |       | Majstorović 90e   | Arbitrage : Granat              | Arbitrage : Granat |
|                           | Rapport        |       |                   | Arbitrage : Granat              | Arbitrage : Granat |

| 6 décembre 2007 20:45 CET | Bordeaux                 | 2 – 1 | Helsingborg | Stade Chaban-Delmas, Bordeaux |                   |
|                           | Chamakh 12e · Jussiê 69e |       | Larsson 17e | Arbitrage : Meyer             | Arbitrage : Meyer |
|                           | Rapport                  |       |             | Arbitrage : Meyer             | Arbitrage : Meyer |

| 19 décembre 2007 21:45 EET | Galatasaray | 0 – 0 | Austria Vienna | Ali Sami Yen Stadium, Istanbul |
|                            |             |       |                | Arbitrage : Bossen             |
|                            | Rapport     |       |                |                                |

| 19 décembre 2007 21:45 EET | Panionios Athènes              | 2 – 3 | Bordeaux                       | Nea Smyrni Stadium, Athènes |                   |
|                            | Djebbour 6e (pen.) · Mákos 20e |       | Cavenaghi 40e 75e · Moimbé 87e | Arbitrage : Szabo           | Arbitrage : Szabo |
|                            | Rapport                        |       |                                | Arbitrage : Szabo           | Arbitrage : Szabo |